# 58e cérémonie des Oscars
La 58e cérémonie de remise des Oscars du cinéma a lieu le 24 mars 1986 à 18 h au Dorothy Chandler Pavilion du County Music Center de Los Angeles.

## La cérémonie
La cérémonie récompensa les meilleurs films de l'année 1985 dans 23 catégories. Elle dura 3 heures et 18 minutes et fut diffusée en direct sur la chaîne ABC. La cérémonie fut marquée par deux faits qui plombèrent l'ambiance : la crise d'asthme dans le hall d'entrée de l'actrice Sarah Cunningham, femme de l'acteur John Randolph, pendant la cérémonie, et qui en mourut, et la sécurité renforcée à la suite des premiers bombardements sur la Libye ordonnés par le président Ronald Reagan.

### Équipe technique
- Maîtres de cérémonie : Alan Alda, Jane Fonda, Robin Williams
- Producteur : Stanley Donen
- Dialoguistes : Glenn Gordon Caron, Douglas Wyman, Larry Gelbart
- Directeur musical : Lionel Newman
- Réalisateur télé : Marty Pasetta

### Le spectacle
Le spectacle était entrecoupé de commentaires des deux spectateurs grognons du Muppet Show, juste avant les publicités, manipulés par Jim Henson (Waldorf) et Richard Hunt (Statler).
Les chansons interprétées au cours de la soirée (pour la plupart nommées dans la catégorie Meilleure chanson originale) étaient :
- Here's to the Losers interprété par Irene Cara
- Once a Star, Always a Star interprété par Howard Keel
- Putting It Together interprété par Barbra Streisand
- Miss Celie's Blues (Sister) interprété par Táta Vega
- The Power of Love interprété par Huey Lewis
- Say You, Say Me interprété par Lionel Richie
- Separate Lives, Love Theme from Soleil de nuit (White Nights) interprété par Stephen Bishop
- Surprise, Surprise interprété par Gregg Burge
- Sweet Dreams interprété par Patsy Cline
- Numéros de June Allyson, Leslie Caron, Marge Champion, Cyd Charisse, Kathryn Grayson, Ann Miller, Jane Powell, Esther Williams

## Palmarès
Les lauréats sont indiqués ci-dessous en premier de chaque catégorie et en gras.

### Meilleur film
(remis par John Huston, Billy Wilder, Akira Kurosawa)
- Out of Africa de Sydney Pollack
  - La Couleur Pourpre (The Color Purple) de Steven Spielberg
  - Le Baiser de la femme araignée (Kiss of the Spider Woman) de Hector Babenco
  - L'Honneur des Prizzi (Prizzi's Honor) de John Huston
  - Witness (Witness) de Peter Weir

### Meilleur réalisateur
(remis par Barbra Streisand)
- Sydney Pollack pour Out of Africa
  - Hector Babenco pour Le Baiser de la Femme-Araignée
  - John Huston pour L'Honneur des Prizzi
  - Akira Kurosawa pour Ran
  - Peter Weir pour Witness

### Meilleur acteur
(remis par Sally Field)
- William Hurt pour le rôle de Luis Molina dans Le Baiser de la Femme Araignée
  - Harrison Ford pour le rôle de John Book dans Witness : Témoin sous surveillance
  - James Garner pour le rôle de Murphy Jones dans Murphy's Romance de Martin Ritt
  - Jack Nicholson pour le rôle de Charley Partanna dans L'Honneur des Prizzi
  - Jon Voight pour le rôle de Oscar Manheim dans À bout de course (Runaway Train) d'Andreï Kontchalovski

### Meilleure actrice
(remis par F. Murray Abraham)
- Geraldine Page pour le rôle de Carrie Watts dans Mémoires du Texas (The Trip to Bountiful) de Peter Masterson[1]
  - Anne Bancroft pour le rôle de la mère Miriam Ruth dans Agnès de Dieu (Agnes of God) de Norman Jewison
  - Whoopi Goldberg pour le rôle de Celie Harris-Johnson dans La Couleur Pourpre
  - Jessica Lange pour le rôle de Patsy Cline dans Sweet Dreams de Karel Reisz
  - Meryl Streep pour le rôle de Karen Blixen dans Out of Africa : Souvenirs d'Afrique

### Meilleur acteur dans un second rôle
(remis par Cher)
- Don Ameche pour le rôle de Art Selwyn dans Cocoon de Ron Howard
  - Klaus Maria Brandauer pour le rôle du baron Bror Blixen dans Out of Africa : Souvenirs d'Afrique
  - William Hickey pour le rôle de Don Corrado Prizzi dans L'Honneur des Prizzi
  - Robert Loggia pour le rôle de Sam Ransom dans À double tranchant (Jagged Edge) de Richard Marquand
  - Eric Roberts pour le rôle de Buck dans À Bout de Course

### Meilleure actrice dans un second rôle
(remis par Richard Dreyfuss et Marsha Mason)
- Anjelica Huston pour le rôle de Maerose Prizzi dans L'Honneur des Prizzi
  - Margaret Avery pour le rôle de Shug Avery La Couleur Pourpre
  - Amy Madigan pour le rôle de Sunny MacKenzie-Sobel dans Soleil d'Automne de Bud Yorkin
  - Meg Tilly pour le rôle de la sœur Agnes Devereaux dans Agnès de Dieu
  - Oprah Winfrey pour le rôle de Sofia Johnson dans La Couleur Pourpre

### Meilleur scénario original
(remis par Larry Gelbart)
- Earl W. Wallace, William Kelley et Pamela Wallace pour Witness
  - Robert Zemeckis et Bob Gale pour Retour vers le futur (Back to the Future) de Robert Zemeckis
  - Terry Gilliam, Tom Stoppard et Charles McKeown pour Brazil de Terry Gilliam
  - Luis Puenzo et Aída Bortnik pour L'Histoire officielle de Luis Puenzo (Argentine)
  - Woody Allen pour La Rose pourpre du Caire (The Purple Rose of Cairo) de Woody Allen

### Meilleur scénario adapté
(remis par Larry Gelbart)
- Kurt Luedtke pour Out of Africa
  - Menno Meyjes pour La Couleur pourpre
  - Leonard Schrader pour Le Baiser de la femme araignée
  - Richard Condon et Janet Roach pour L'Honneur de Prizzi
  - Horton Foote pour Mémoires du Texas

### Meilleur film étranger
(remis par Jack Valenti)
- L'Histoire officielle (La historia oficial) de Luis Puenzo •  Argentine
  - Amère récolte (Bittere Ernte) d'Agnieszka Holland •  Allemagne de l'Ouest
  - Colonel Redl (Oberst Redl) d'István Szabó •  Hongrie
  - Trois hommes et un couffin de Coline Serreau •  France
  - Papa est en voyage d'affaires (Otac na službenom putu) d'Emir Kusturica •  Yougoslavie

### Meilleure photographie
(remis par Jon Cryer)
- David Watkin pour Out of Africa
  - Allen Daviau pour La Couleur pourpre
  - William A. Fraker pour Murphy's Romance
  - Takao Saitô, Masaharu Ueda et Asakazu Nakai pour Ran
  - John Seale pour Witness

### Meilleurs costumes
(remis par Audrey Hepburn)
- Emi Wada pour Ran
  - Aggie Guerard Rodgers pour La Couleur pourpre
  - Albert Wolsky pour Natty Gann (The Journey of Natty Gann) de Jeremy Kagan
  - Milena Canonero pour Out of Africa
  - Donfeld pour L'Honneur des Prizzi

### Meilleure direction artistique (décors)
(remis par Michael J. Fox et Rebecca De Mornay)
- Stephen B. Grimes et Josie MacAvin pour Out of Africa
  - Norman Garwood et Maggie Gray pour Brazil
  - J. Michael Riva, Bo Welch et Linda DeScenna pour La Couleur pourpre
  - Yoshirô Muraki et Shinobu Muraki pour Ran
  - Stan Jolley et John H. Anderson pour Witness

### Meilleur montage
(remis par Whoopi Goldberg)
- Thom Noble pour Witness
  - John Bloom pour Chorus Line de Richard Attenborough
  - Fredric Steinkamp, William Steinkamp, Pembroke J. Herring et Sheldon Kahn pour Out of Africa
  - Rudi Fehr et Kaja Fehr pour L'Honneur des Prizzi
  - Henry Richardson pour À bout de course

### Meilleur son
(remis par Irene Cara)
- Chris Jenkins, Gary Alexander, Larry Stensvold et Peter Handford pour Out of Africa
  - Bill Varney, B. Tennyson Sebastian, Robert Thirlwell et William B. Kaplan pour Retour vers le Futur
  - Donald O. Mitchell, Michael Minkler, Gerry Humphreys et Christopher Newman pour Chorus Line
  - Les Fresholtz, Rick Alexander, Vern Poore et Bud Alper pour Ladyhawke, la femme de la nuit (Ladyhawke)
  - Donald O. Mitchell, Rick Kline, Kevin O'Connell et David M. Ronne pour Silverado

### Meilleur montage de son
(remis par Irene Cara)
- Charles L. Campbell et Robert R. Rutledge pour Retour vers le futur
  - Robert G. Henderson et Alan Robert Murray pour Ladyhawke, la femme de la nuit
  - Fred J. Brown pour Rambo 2 : La Mission (Rambo: First Blood Part II) de George Pan Cosmatos

### Meilleure chanson originale
(remis par Gene Kelly, Donald O'Connor et Debbie Reynolds)
- Lionel Richie pour Say You, Say Me dans Soleil de nuit (White Nights) de Taylor Hackford
  - Chris Hayes et Johnny Colla (musique) et Huey Lewis (paroles) pour The Power of Love dans Retour vers le futur
  - Marvin Hamlisch (musique) et Ed Kleban (paroles) pour Surprise, Surprise dans Chorus Line
  - Quincy Jones et Rod Temperton (paroles et musique) et Lionel Richie (paroles) pour Miss Celie's Blues (Sister) dans La Couleur pourpre
  - Stephen Bishop pour Separate Lives, Love Theme from Soleil de nuit (White Nights)

### Meilleure musique originale
(remis par Gene Kelly, Donald O'Connor et Debbie Reynolds)
- John Barry pour Out of Africa
  - Georges Delerue pour Agnès de Dieu
  - Quincy Jones, Jeremy Lubbock, Rod Temperton, Caiphus Semenya, Andraé Crouch, Chris Boardman, Jorge Calandrelli, Joel Rosenbaum, Fred Steiner, Jack Hayes, Jerry Hey et Randy Kerber pour La Couleur pourpre[2]
  - Bruce Broughton pour Silverado
  - Maurice Jarre pour Witness

### Meilleurs effets spéciaux
(remis par Billy Wilder et Molly Ringwald)
- Ken Ralston, Ralph McQuarrie, Scott Farrar et David Berry pour Cocoon
  - Will Vinton, Ian Wingrove, Zoran Perisic et Michael Lloyd pour Oz, un monde extraordinaire (Return to Oz) de Walter Murch
  - Dennis Muren, Kit West, John Ellis et Dave Allen pour Le Secret de la pyramide (Young Sherlock Holmes) de Barry Levinson

### Meilleurs maquillages
(remis par Teri Garr)
- Michael Westmore et Zoltan Elek pour Mask de Peter Bogdanovich
  - Ken Chase pour La Couleur pourpre
  - Carl Fullerton pour Remo sans arme et dangereux (Remo Williams: The Adventure Begins) de Guy Hamilton

### Meilleur documentaire
(remis par Louis Gossett Jr.)
- Broken Rainbow produit par Maria Florio et Victoria Mudd 
  - Las madres de la Plaza de Mayo produit par Susana Blaustein Muñoz et Lourdes Portillo
  - Soldiers in Hiding produit par Japhet Asher
  - The Statue of Liberty produit par Ken Burns et Buddy Squires 7
  - Unfinished Business produit par Steven Okazaki

### Meilleur court métrage (prises de vues réelles)
- Molly's Pilgrim produit par Jeffrey D. Brown 
  - Graffiti produit par Dianna Costello
  - Rainbow War produit par Bob Rogers

### Meilleur court métrage (documentaire)
(remis par Steve Guttenberg et Ally Sheedy)
- Witness to War: Dr. Charlie Clements produit par David Goodman
  - The Courage to Care produit par Robert A. Gardner
  - Keats and His Nightingale: A Blind Date produit par Michael Crowley et Jim Wolpaw
  - Making Overtures: The Story of a Community Orchestra produit par Barbara Willis Sweete
  - The Wizard of the Strings produit par Alan Edelstein

### Meilleur court métrage (animation)
- Anna & Bella produit par Cilia Van Dijk 
  - Le P'tit Chaos produit par Richard Condie et Michael J. F. Scott (en)
  - Second Class Mail (de) produit par Alison Snowden

## Oscars spéciaux

### Oscars d'honneur
- Paul Newman en reconnaissance « de ses nombreuses et mémorables performances à l'écran et pour son intégrité et son dévouement à son travail » (remis par Sally Field)[3]
- Alex North en reconnaissance « de sa brillante production artistique et de la création de musiques mémorables pour le cinéma » (remis par Quincy Jones)

### Prix humanitaire Jean Hersholt
(remis par Bob Hope)
- Charles « Buddy » Rogers

### Médaille de Commandeur
- John H. Whitney Sr.

## Oscars scientifiques et techniques
Les Oscars scientifiques et techniques furent remis le 16 mars 1986 au Grand Ball Room du Beverly Hilton Hotel à Los Angeles.

### Prix de l'achèvement scientifique et d'ingénierie
- Myron Gordin, Joe P. Crookham, Jim Drost et David Crookham (Musco Mobile Lighting) pour l'invention d'une méthode de transport de Luminaires haute intensité et son application au cinéma
- Ernst F. Nettman (E.F. Nettman & Associates) Phillips et Carlos DeMattos (Matthews Studio Equipment, Inc.) pour l'invention (Nettman) et la mise au point (Phillips/DeMattos) de la caméra CamRemote

### Prix de l'achèvement technique
- Harrison & Harrison, Optical Engineers, pour l'invention et le développement des filtres Harrison Diffusion Filters
- Larry Barton (Cinematography Electronics, Inc.) pour la fabrication d'un zoom haute-définition
- Alan Landaker (Burbank Studios) pour la Mark III Camera Drive
- David W. Spencer pour le développement du Animation Photo Transfer (APT) process.

## Statistiques

### Par nombre de récompenses
Sept oscars
- Out of Africa

Deux oscars
- Cocoon
- Witness

Un oscar
- Le Baiser de la femme-araignée
- Mémoires du Texas
- L'Honneur des Prizzi
- L'Histoire officielle
- Ran
- Soleil de nuit
- Retour vers le futur
- Mask

### Par nombre de nominations
Onze nominations
- Out of Africa
- La Couleur pourpre

Huit nominations
- L'Honneur des Prizzi
- Witness

Quatre nominations
- Le Baiser de la femme-araignée
- Ran
- Retour vers le futur

Trois nominations
- À bout de course
- Agnès de Dieu
- Chorus Line

Deux nominations
- Murphy's romance
- Brazil
- L'Histoire officielle
- Cocoon
- Mémoires du Texas
- Ladyhawke, la femme de la nuit
- Silverado
- Soleil de nuit

Une nomination
- Sweet Dreams
- À double tranchant
- Twice in a Lifetime
- La Rose pourpre du Caire
- Trois hommes et un couffin
- Amère Récolte
- Colonel Redl
- Papa est en voyage d'affaires
- Natty Gann
- Rambo 2 : La Mission
- Oz, un monde extraordinaire
- Le Secret de la pyramide
- Mask
- Remo sans arme et dangereux

## Commentaires
Le grand perdant de la soirée est La Couleur pourpre de Steven Spielberg, reparti sans une seule récompense malgré ses onze nominations (rejoignant Le Tournant de la vie d'Herbert Ross, en 1978).